# Удавчик піщаний Мюлера
Удавчик піщаний Мюлера (Eryx muelleri) — вид змій родини Удавові (Boidae).

## Поширення

Ареал Eryx muelleri

Цей вид зустрічається в Африці в таких країнах як Мавританія, Сенегал, Гамбія, Малі, Гвінея, Сьєрра-Леоне, Ліберія, Кот-д'Івуар, Буркіна-Фасо, Гана, Бенін, Того, Нігер, Нігерія, Камерун,Центрально-Африканська Республіка, Чад і Судан.

## Опис
Тіло рептилії сягає 68 см.